# 1981 au Brésil
Chronologie du Brésil
- 1977
- 1978
- 1979
- 1980
- 1981
- 1982
- 1983
- 1984
- 1985

Cette page concerne des événements d'actualité qui se sont produits durant l'année 1981 au Brésil.

## Événements
- 6 janvier : Naufrage du Novo Amapá dans l'état d'Amapá, au Brésil, entrainant la mort de plus de 400 personnes. C'est l'une des pires tragédies fluviales du pays[1],[2].
- 25 février : Luiz Inácio Lula da Silva, dit Lula, est condamné avec plusieurs autres syndicalistes à trois ans de prison pour incitation au trouble à l'ordre public.
- 30 avril : attentat du Riocentro, à Rio de Janeiro, durant un spectacle célébrant la fête du Travail.
- 19 août : lancement sur les ondes du réseau de télévision SBT.
- 19 septembre : naufrage du Sobral Santos II au Brésil, entrainant la mort de plus de 300 personnes. C'est l'une des pires tragédies fluviales de l'histoire du fleuve Amazone[3].
- 22 décembre : le territoire de Rondônia devient le 23e État du Brésil.

## Naissances
- 21 janvier : Michel Teló, chanteur
- 15 février : Heurelho da Silva Gomes, footballeur.
- 1er mars : Ana Hickmann, mannequin.
- 11 avril : Alessandra Ambrosio, mannequin.
- 26 avril : Mariana Ximenes, actrice.
- 25 avril : Felipe Massa, pilote automobile
- 12 juin : Adriana Lima, mannequin.
- 19 juin : Maria Maya, actrice.
- 3 octobre : Giselle Itié, actrice.

## Décès
- 19 février : Osvaldo Orico, écrivain, membre de l'Académie brésilienne des lettres
- 10 juin :  Nair de Tefé : considéré comme la première femme caricaturiste au monde, peintre, chanteuse, pianiste et Première dame du Brésil.
- 13 juin : Amácio Mazzaropi, cinéaste et acteur
- 13 juin : Eduardo Gomes, militaire et homme politique, participant de la rébellion des 18 du Fort de Copacabana.
- 21 juillet : Artur Bernardes Filho, ministre de l'Industrie et du Travail
- 18 août : Carolina Nabuco, femme de lettres.
- 22 août : Glauber Rocha, réalisateur